# اريكا نوفا
اريكا نوفا (بالإستونية: Erika Nõva)‏ ولدت يوم 4 أفريل من سنة 1905 بموكسي وهي قرية صغيرة في كوزالو باريش بشمال إستونيا و توفّيت يوم 22 أفريل من سنة 1987  ب تالين . هي مهندسة معمارية إستونية عُرفت بتصميماتها للبيوت الرّيفيّة، وهي أوّل امرأة تخرّجت كمهندسة معمارية في إستونيا  سنة 1925 .